# Victor från Aveyron
Victor från Aveyron, född 1788, död 1828, har antagits vara ett så kallat vilt barn som, hela sin barndom, levde naken och isolerad i skogen nära Saint-Sernin-sur-Rance, Frankrike. Han tillfångatogs år 1797, men kom snart undan. Han greps igen och vårdades av en lokal kvinna i ungefär en vecka innan han flydde ännu en gång. Den 8 januari 1800 kom han ut ur skogen på egen hand.[källa behövs] Pojken blev känd genom den franske läkaren Jean Itard, som använde honom för att avgöra vad en 12-årig pojke skulle kunna lära sig om han börjar lära sig från början. Itards observationer har varit av stor betydelse för pedagogik riktad till utvecklingsförsenade barn.
Hans ålder var okänd men invånare i byn uppskattade att han var omkring 12 år gammal. Victor kunde uttala talljud men inte forma ord. Han gungade när han satt, travade upprätt och uppmärksamhetsförnågan var begränsad.
En teori är att pojken föddes som ett normalt barn, men med alkoholiserade föräldrar. Pojken tros ha rymt hemifrån på grund av föräldrarnas försumlighet och levt i naturen och klarat sig själv. Senare teorier beskriver pojken som autistisk baserat på talsvårigheter och kroppsspråk.
När Victor sedan omhändertogs i början av 1800-talet försökte man uppfostra honom och lära honom många nya saker fast med ytterst minimala framsteg. Men han älskade allt som hade med naturen att göra såsom exempelvis snö, solen, vatten och gräs, och att vara i trädgården. De lyckades väcka några av hans sinnen på ett normalt sätt med hjälp av åsynen av eld och vatten samt lukter. Man fick locka honom till saker och ting. 
Victor dog av lunginflammation i Paris 1828 och blev ca 40 år gammal. Jean Itard vakade över honom från det han var barn. 

## Övrigt
1970 gjordes en film om Victor, kallad Vilden. Han har även varit föremål för många böcker och artiklar som publicerats från 1801 och fram till nutid, både inom forskning och populärkultur.